# 文山義夫
文山 義夫（ふみやま よしお、1950年7月14日 - ）は、広島県出身のプロゴルファー。

## 来歴
20歳からゴルフを始め、1979年にプロ入りする。
1984年の千葉県オープンでは初日を松井角次・額賀靖生・中山徹・池原厚・松本紀彦・吉武恵治と並んでの6位タイでスタートし、新潟オープンでは3日間60台をマークして安田春雄・前田新作・高橋勝成と並んでの3位タイに入った。
1985年には伊香保国際オープンで栗原徹と共に小林富士夫の2位タイ、千葉オープンでは長谷川勝治・森下正美に次ぐと同時に小林・野口茂・加瀬秀樹と並んでの3位タイに入った。
1988年にはハワイパールオープンで中島和也・中尾豊健と並んでの7位タイに入り、大会翌日に行われたハワイアンオープン予選会では天野勝と共に68で回り出場権を獲得。
1991年のサッポロビール千葉オープンでは横山明仁の3位に入り、1994年には後楽園カップ（第5回）で優勝 。
2004年の日本プロを最後にレギュラーツアーから引退し、2005年のオーベルストシニアでは海老原清治・佐野修一と並んでの4位タイに入った。
2007年にはビックライザックシニアで三好隆と並んでの3位タイ、日本プロシニアでも三好と並んで5位タイに入り、賞金ランクでも24位に入った。
2008年には富士フイルムシニアチャンピオンシップで青木功・重信秀人・高橋勝成・羽川豊と並んでの8位タイ、2010年にはスターツシニア7位、日本シニアオープンでは加瀬秀樹と並んでの9位タイに入った。
2020年には「ISPS HANDA コロナに喝!!シニアトーナメント平熱枠決定戦②スーパーシニア」で優勝し、現在は所属する千葉県千葉市花見川区の柏井ゴルフセンターでゴルフスクール講師を務める。

## 主な優勝
レギュラー
- 1994年 - ’94後楽園カップ（第5回）

シニア
- 2020年 - ISPS HANDA コロナに喝!!シニアトーナメント平熱枠決定戦②スーパーシニア